# Großsteingrab Toftehavegård 1
Das Großsteingrab Toftehavegård 1 ist eine megalithische Grabanlage der jungsteinzeitlichen Nordgruppe der Trichterbecherkultur im Kirchspiel Lillerød in der dänischen Kommune Allerød.

## Lage
Das Grab liegt am Westrand von Lillerød auf einer Wiese östlich der Straße Enghaven. In der näheren Umgebung gibt bzw. gab es zahlreiche weitere megalithische Grabanlagen.

## Forschungsgeschichte
Im Jahr 1890 führte Vilhelm Boye vom Dänischen Nationalmuseum eine Dokumentation und Ausgrabung der Fundstelle durch. Weitere Dokumentationen erfolgten 1942 durch Mitarbeiter des Nationalmuseums und 1988 durch Mitarbeiter der Forst- und Naturbehörde.

## Beschreibung

### Architektur
Die Anlage besitzt eine nordnordwest-südsüdöstlich orientierte rechteckige Hügelschüttung, über deren Maße leicht unterschiedliche Angaben vorliegen. Der Bericht von 1890 nennt eine Länge von 38,5 m und eine Breite von etwa 9 m. Der Bericht von 1942 nennt eine Länge von 42 m und eine Breite von 9 m. Eine steinerne Umfassung ist nicht zu erkennen.
Der Hügel enthält zwei Grabkammern, die beide als Urdolmen anzusprechen sind. Die nördliche Kammer liegt 22,5 m vom nördlichen Ende entfernt. Sie hat einen rechteckigen Grundriss und eine Länge von 1,3 m, eine Breite von 0,8 m und eine Höhe von 0,7 m. Sie besteht aus vier nach innen geneigten Wandsteinen und einem Deckstein. Die Zwischenräume der Steine waren mit Trockenmauerwerk aus Steinplatten verfüllt. Von außen war die Kammer mit Lehm verputzt. Der Kammerboden war mit Steinplatten gepflastert.
Die südliche Kammer liegt 27 m vom nördlichen Ende entfernt. Sie ist ostsüdost-westnordwestlich orientiert und hat einen rechteckigen Grundriss. Sie hat eine Länge von 2,3 m und eine Breite von 1,6 m. Die Kammer bestand ursprünglich aus mindestens drei Wandsteinen, von denen nur noch zwei erhalten sind. Der Deckstein fehlt.

### Funde
Boye fand bei seiner Grabung in der nördlichen Kammer Skelettreste sowie ein Bruchstück eines Feuerstein-Dolchs und zwei Keramikscherben. In der südlichen Kammer fand er ein flaschenförmiges Keramikgefäß. Die Funde wurden vom Nationalmuseum registriert, sind aber heute verschollen.